# Капела на Православном гробљу у Мартоношу
Капела на Православном гробљу у Мартоношу, насељеном месту на територији општине Кањижа, представља непокретно културно добро као споменик културе.
Капела посвећена Светом великомученику Георгију, подигнута је 1896. године, средствима Наташе (Нате) Шећеров, рођене Добрички, удове из Мартоноша.

## Архитектура
Капела је саграђена у североисточном делу православног гробља грађена је у стилу еклектике са преовлађујућим утицајем неовизантијског полихромирања фасада. Име пројектанта није познато, али засигурно се ради о типском пројекту које је Министарство грађевина давало на реализацију црквеним општинама. Слична капела је подигнута на православном гробљу у Александрову.
Капела је мања црквена грађевина, правоугаоне основе са полукружном апсидом на истоку и ризалитним прочељем на западу у којем је смештен улаз полукружног завршетка изнад којег се уздиже звоник. Полукружно завршене монофоре на северној, јужној и источној фасади наглашене су наизменично постављеним жутим и црвеним опекама. Идентични прозори се јављају и на звонику. Наизменичним слагањем полихромне опеке наглашене су линије угаоних пиластара, поткровног венца, а зупчастим низом црвене опеке истакнута је линија основе звоника и калкана. Капела је била прекривена жолнаи црепом који је ради појединачних оштећења замењен у потпуности новим црвеним бибер црепом када је дограђен и непримеран трем на западној фасади, чиме је сам објекат девастиран. 
У унутрашњости је иконостас рађен од липовог дрвета, без резбе. По вертикали је рашчлањен канелираним стубовима, са базом и капителом на којима се јављају вазе као акротерији, а по хоризонтали зупчастим низом и профилисаним венцем. Иконе су рађене техником уља на платну и дело су анонимног аутора.
Из црквеног летописа сазнаје се да је Влајко Угљешин 1929. године обновио капелу споља и изнутра, а столарске радове је извео Ђура Чавић, столарски мајстор.